# Dormaalocyon latouri
Dormaalocyon latouri (лат.) — вид вымерших плотоядных млекопитающих из семейства Miacidae, существовавший в эоцене (55,8—47,8 млн лет назад) на территории современных Бельгии и Португалии. Dormaalocyon — один из древнейших представителей отряда хищные, близкий к американским родам Vulpavus и Miacis.
Вид впервые описан в 1966 году после обнаружения останков в деревне Дормааль возле города Синт-Трёйден (бельгийская провинция Лимбург), первоначально под названием Miacis latouri. В 2013 году, после обнаружения дополнительных остатков, вид выделили в отдельный род Dormaalocyon.